# محمد صالح بن عديو
محمد صالح بن عديو هو سياسي يمني عين محافظاً لمحافظة شبوة في 26 نوفمبر 2018 حتى 25 ديسمبر 2021.
| المناصب السياسية         | المناصب السياسية                                  | المناصب السياسية      |
| ------------------------ | ------------------------------------------------- | --------------------- |
| سبقه علي بن راشد الحارثي | محافظ محافظة شبوة 26 نوفمبر 2018 - 25 ديسمبر 2021 | تبعه عوض محمد العولقي |